# Por el Futuro
«Por el Futuro» (título original: For the Future) es el segundo y penúltimo episodio de la tercera temporada de la serie de televisión animada estadounidense The Owl House y el episodio 42 en general de la serie. En el episodio, el grupo de Luz Noceda regresa a las Islas Hirvientes, ahora cambiadas desde la última vez que las visitaron. En dos viajes separados, Luz y Belos esperan luchar contra el Coleccionista, y ambos sufrirán batallas en el camino.
El episodio se estrenó el 21 de enero de 2023 tanto en Disney Channel como en Disney XD, y obtuvo un total combinado de 442.000 espectadores en su estreno. Recibió elogios de los críticos por su escritura, uso del tiempo, desarrollo de personajes y temas emocionales.

## Trama
Continuando con los eventos de «King's Tide» en las Islas Hirvientes, King Clawthorne intenta explicarle al Coleccionista las reglas de «Owl House». Lilith Clawthorne y Hooty intentan salvar a King, pero se convierten en marionetas para que el Coleccionista juegue en la Casa del Archivo, su casa recién construida. La hermana de Lilith y la madre adoptiva de King, Eda Clawthorne, se transforma en su forma de arpía para enfrentarse al Coleccionista.
Meses después, continuando con los eventos de «Thanks to Them», Luz Noceda se despierta en el reino entre reinos, donde nota una figura alada que la saluda desde arriba, justo antes de que su novia, Amity Blight, la arrastre hacia el Reino de los Demonios. Ambas, acompañadas por sus amigos Willow, Gus y Hunter, junto con la madre de Luz, Camila, descubren que las Islas Hirvientes han cambiado de manera importante desde la última vez que se fueron, habiéndose vuelto caricaturescamente lindas, llenas de colores vivos y objetos lindos. Luz y el grupo deciden dirigirse a la Casa Búho. Mientras tanto, Belos también está en el Reino de los Demonios, sufriendo ataques de ansiedad causados por matar a su hermano, Caleb.
El grupo de Luz finalmente llega a la Casa Búho, ahora completamente abandonada y profanada. Camila habla con Gus y Willow sobre las preocupaciones de Luz de querer hacer las paces con ella, y Luz quiere quedarse en el Reino Humano de forma permanente para hacerlo, y habla con Willow sobre cómo reprime sus emociones, algo que Willow niega. Mientras tanto, Hunter sufre síntomas parecidos a los del TEPT debido a la muerte de su amigo, Flapjack. En la habitación de Eda, Luz se preocupa de que su taliamigo no salga del cascarón, pero Amity finalmente entra y le dice que tenga paciencia.
Hunter nota una estrella fugaz que lleva al Coleccionista y a King, por lo que el grupo vuela al ahora abandonado Huesosburgo, donde el Coleccionista lo ha convertido en un patio de recreo para jugar con sus marionetas. Después de una ronda de juego, el Coleccionista y King vuelan para buscar a Eda, el único ciudadano que el Coleccionista quiere que no se haya convertido en un títere. Posteriormente, el grupo de Luz ve a un grupo de amigos de la academia Hexside, la antigua escuela de Luz, y el grupo decide ir allí, donde descubren que el Coleccionista había convertido a los maestros en sus títeres y, siendo los estudiantes los únicos que quedan, decidieron hacer una comunidad improvisada con Boscha como su presidenta, para consternación de la mayoría de la comunidad, debido a su reputación como una socialité rica y malcriada con desdén por considerar cualquiera de las ideas de los estudiantes para ayudar a la comunidad improvisada.
Al mismo tiempo, Belos cojea y está visiblemente herido. Se dirige a su antiguo escondite, sufriendo alucinaciones de viejos recuerdos y Grimwalkers que solía conocer, a saber, Caleb y los Guardia Dorados anteriores. Eventualmente lo logra, encuentra un Grimwalker sin terminar y decide matarlo y absorberlo, dejándose curar. En la Casa del Archivo, King y el Coleccionista hablan con Odalia Blight, la madre de Amity, que ahora se ha convertido en sirvienta del Coleccionista. Después de leerle al Coleccionista un cuento antes de dormir, King quita a Hooty de las manos de Odalia y se dirige a la habitación donde se encuentran los títeres de los Líderes de Aquelarres, encuentra a Eda fingiendo ser un títere para poder estar con el títere de Raine Whispers, y recordando ella que el Coleccionista todavía cree que está atrapada en su forma de Bestia Búho. Los dos se encuentran con Lilith, quien prepara los elixires que mantienen a Eda fuera de su forma de bestia, y ella puede reunirse con Hooty, quien todavía posee algo de conciencia como un títere.
En Hexside, uno de los amigos de la escuela de Luz, Mattholomule, cuyo nombre se revela como Matt Tholomule, decide llevar al grupo de Luz a un aula de fotografía mágica, donde esperan extraer recuerdos de Luz, específicamente dónde estaba cuando Belos usó su hechizo de teletransportación en el cráneo del Titán, con la esperanza de llegar a la Casa del Archivo. Willow le da a Hunter una foto de él y Flapjack juntos y le dice que no les importa que él sea un Grimwalker, y que ahora es uno de ellos, pero se muestra que Hunter está triste por el hecho, lo que lleva a Willow a abandonar la habitación. Gus revela que conocía la identidad de Hunter desde el Día de la Unidad y se pregunta si su decisión y la de Hunter de esperar fue la decisión correcta mientras busca a Willow con él. Se da cuenta de que su miedo y no confiar en ellos se convirtieron en un error y lo siguió rápidamente. Boscha se burla de Willow como tantas veces antes, lo que hace que se defienda y admita brevemente su estrés. Se revela que la burla es una trampa, y Willow y el resto del grupo son emboscados y capturados por Boscha y Kikimora, quien, con su Abomatron, se había hecho pasar por refugiada y se convirtió en la consejera de Boscha.
Belos se dirige a la Casa del Archivo y posee la marioneta de Raine Whispers. El Coleccionista lo encuentra, pero Belos lo convence de que resucitó mágicamente y que King está planeando encarcelarlo nuevamente; el Coleccionista escucha a escondidas a King, Eda y Lilith, y cree que la idea es cierta, sin escuchar las verdaderas intenciones de King de hablar con él pacíficamente.
Luz, Amity, Camila y Mattholomule terminan en un pozo. Kikimora, queriendo vengarse de Luz, decide atacar al grupo con su Abomatron, haciendo que los cuatro huyan en diferentes direcciones. Amity y Mattholomule terminan encontrándose con Boscha, quien le ruega a Amity que se una al consejo de liderazgo. Amity está disgustada por la oferta y se niega a aceptarla. Mientras tanto, Luz y Camila se retiran al bosque local, donde Luz se siente frustrada por volver a equivocarse y admite que no quiere dejar el Reino de los Demonios. Camila le recuerda que equivocarse es parte de la vida, relatando todos sus errores y disculpándose por el más grande: tratar de convertir a Luz en alguien que no era. Luz se da cuenta de que todo lo que quería era que la entendieran, lo que provocó que su huevo de Taliamigo finalmente eclosionara. En otro hoyo, Willow, Gus y Hunter terminan deambulando. Willow sufre una crisis nerviosa extrema y pierde el control de su magia. Hunter y Gus logran calmarla, y el primero desbloquea la magia del espíritu de Flapjack dentro de él, lo que le permite realizar magia sin un bastón. Dejan que Willow se desahogue sobre sus frustraciones, y Hunter le admite lo importante que es el grupo para él. Cuando el pozo se derrumba, los tres escapan y se reagrupan con Luz y Camila, quienes están siendo atacadas por Kikimora. Amity, ahora junto con Boscha y el resto de los estudiantes de Hexside, se unen a la pelea y superan a Kikimora. Con esto, el grupo de Luz decide dirigirse al cráneo del titán. Allí, se descubre que el Taliamigo de Luz es una serpiente que cambia de forma, o una «serpiente cambiante», a quien ella llama Stringbean. Mientras el Coleccionista observa, las palabras de Belos lo convencen de que Luz ha venido a ayudar a King a derrotarlo. Frunce el ceño y declara que quiere jugar un «nuevo juego», y chasquea los dedos.

## Promoción
El 5 de enero, se publicó un póster promocional en las cuentas de redes sociales de la creadora del programa, Dana Terrace. El escritor Jade King especuló que las Islas Hirvientes se habían dejado algo intacto, además de especular que Luz y Camila tenían una nueva motivación.

## Lanzamiento
El episodio se estrenó oficialmente el 21 de enero de 2023, tanto en Disney Channel como en Disney XD. Sin embargo, el episodio completo se filtró dos semanas antes, el 5 de enero, cuando el servicio de video a pedido iTunes lanzó accidentalmente el episodio, lo que provocó que los usuarios que lo habían comprado lo descargaran, y luego procedieron a difundir el episodio en las redes sociales. Un caso similar había ocurrido con el episodio de Amphibia «True Colors». En una serie de tuits ahora eliminados, la creadora del programa, Dana Terrace, expresó su frustración con The Walt Disney Company e iTunes por la filtración, diciendo «Estoy tan jodidamente cansada... cuando tu propia maldita compañía simplemente sube mierda por accidente».

## Recepción crítica
Jade King, escritora de TheGamer, elogiaría el episodio por su peso emocional y narrativo. Jermall Keels, escritor de Comic Book Resources, elogió cómo el episodio mostró los efectos del aislamiento. Heather Hogan, escritora de Autostraddle, elogió cómo el episodio fue capaz de dar a casi todos los personajes principales un arco de carácter final antes del final. Avani Goswami, escritora de The Pop Break, escribió que «'For the Future' se hace increíblemente bien en el sentido de que nos brinda el desarrollo de personajes, como Willow permitiéndose sentir sus emociones, y hace crecer las relaciones, como el romance incipiente de Willow y Hunter. También, explora la idea de que el Coleccionista, a pesar del dolor que ha causado, no es del todo malo y, también, es solo un niño». Jeff Levene, escritor de The Escapist, escribió que «por los pocos recursos que se le dieron al equipo de The Owl House para terminar el programa, 'For the Future' es tan perfecto como debe ser».